# 신시아 데일
신시아 데일(Cynthia Dale, 1960년 8월 11일 ~ )은 캐나다의 연극 배우, 영화배우, 텔레비전 배우이다.
토론토에서 태어났다.

## 영화
- 바넘 (1999년)
- 엣 더 미드나잇 아워 (1995년)
- 탐정 스펜서 - 야만의 장소 (1995년) - 캔디 슬로언 역
- 맥가이버의 사랑과 욕망 (1992년)
- 베이비케이크 (1989년)
- 리버레이터 (1987년)
- 여형사 세이디 (1987년)
- 문스트럭 (1987년) - 쉬러 역
- 고독한 영웅 (1986년)
- 나이트 히트 (1985년)
- 비서 사만다 (1985년)
- 피의 발렌타인 (1981년)